# Clark Blanchard Millikan
Clark Blanchard Millikan (23 de agosto de 1903 – 2 de janeiro de 1966) foi um professor de aeronáutica do Instituto de Tecnologia da Califórnia (Caltech), membro fundador da Academia Nacional de Engenharia dos Estados Unidos.

## Biografia
Filho dos físicos Robert Andrews Millikan e Greta Erwin Blanchard. Estudou no Colégio Laboratório da Universidade de Chicago, graduado pelo Yale College em 1924, obtendo um PhD em física e matemática no Caltech em 1928, orientado por Harry Bateman. Foi professor após obter o doutorado, e full professor de aeronáutica em 1940, e diretor do Guggenheim Aeronautical Laboratory em 1949.
Seu primeiro maior trabalho em engenharia começou com a construção de grandes túneis de vento , particularmente o Southern California Cooperative Wind Tunnel em Pasadena, que foi compartilhado por cinco grandes companhias aéreas. Em 1942 Rolf Sabersky trabalhou no projeto mecânico do Southern California Cooperative Wind Tunnel, supervisionado por Mark Serrurier e Hap Richards. Os túneis de vento do Caltech foram subsequentemente usados durante a fase de projeto de mais de 600 tipos de aeronaves e mísseis.
Foi ativo na formação do Jet Propulsion Laboratory durante a Segunda Guerra Mundial. Autor de Aerodynamics of the Airplane.
Foi fellow da Royal Aeronautical Society, da Academia de Artes e Ciências dos Estados Unidos, da American Physical Society, e honorary fellow do American Institute of Aeronautics and Astronautics. Foi eleito para a Academia Nacional de Ciências dos Estados Unidos em 1964. Foi membro fundador da Academia Nacional de Engenharia dos Estados Unidos.